# San José el Quequestle
San José el Quequestle är en ort i Mexiko.   Den ligger i kommunen Santa María Colotepec och delstaten Oaxaca, i den sydöstra delen av landet, 500 km sydost om huvudstaden Mexico City. San José el Quequestle ligger 67 meter över havet och antalet invånare är 305.
Terrängen runt San José el Quequestle är huvudsakligen kuperad, men åt sydväst är den platt. San José el Quequestle ligger nere i en dal. Runt San José el Quequestle är det ganska glesbefolkat, med 43 invånare per kvadratkilometer. Närmaste större samhälle är Brisas de Zicatela, 11,8 km sydväst om San José el Quequestle. Omgivningarna runt San José el Quequestle är en mosaik av jordbruksmark och naturlig växtlighet.